# Ernährungsministerium (Tschechoslowakei)
Das Ministerstvo výživy (deutsch: Ernährungsministerium), amtlich Ministerstvo pro zásobování lidu (deutsch: Ministerium für die Versorgung der Bevölkerung), war ein insbesondere in den Jahren 1918 bis 1933 in der Tschechoslowakei tätiges Ministerium, das die Versorgung der Bevölkerung insbesondere mit Nahrungsmitteln regeln sollte.

## Name
Das Ministerstvo výživy (deutsch: Ernährungsministerium), häufig verwendete Kurzformel für den amtlichen Namen Ministerstvo pro zásobování lidu (deutsch: Ministerium für die Versorgung der Bevölkerung) war auch unter den Bezeichnungen Úřad pro zásobování lidu (deutsch: Amt für die Versorgung der Bevölkerung), Úřad pro výživu lidu (deutsch: für die Volksernährung), Ministerstvo pro výživu lidu (deutsch: Ministerium für die Volksernährung) usw. bekannt.

## Geschichte und Aufgaben
Einen Vorgänger in Österreich-Ungarn gab es bereits: im Oktober 1916 wurde das für ganz Cisleithanien zuständige k.k. Ernährungsamt in Wien gegründet, das dem Innenministerium unterstand. Am 13. November 1916 wurde dann durch eine Regierungsverordnung das Amt für Volksernährung geschaffen, das seine Geschäfte am  1. Dezember 1916 aufnahm. Dadurch sollten die Probleme der Volksernährung während des Krieges gelöst werden. Der General Anton Höfer wurde am 5. Januar 1917 im k.k. Ministerium Clam-Martinic zum Minister ohne Portefeuille als Leiter des Amtes für Volksernährung ernannt.
Das Ministerstvo výživy der neu gegründeten Tschechoslowakei wurde am 5. November 1918 durch die Anordnung 20/1918 Sb. mit Sitz in Prag errichtet. Mit dem Gesetz 142/1933 Sb. vom 19. Juli 1933 wurde es aufgelöst, wobei das Gesetz auch regelte, welche Ämter beziehungsweise Ministerien für weiterhin bestehende Probleme zuständig sein sollten.
Zu den Aufgaben des Ministeriums gehörten unter anderem Preiskontrolle, Überwachung der Herstellungsprozesse, Bestand- und Vorratkontrolle, Nahrungsmittelmarktüberwachung, Verbraucherschutz.